# Nagycenk
Nagycenk là một làng thuộc hạt Győr-Moson-Sopron, Hungary. Làng này có diện tích 19,45 km², dân số năm 2010 là 1908 người, mật độ 98 người/km².